# Голтвянська сотня
Голтв'янська сотня (1648—1782 рр.) — військово-територіальна одиниця Війська Запорозького з центром у м-ку Голтва. Виникла влітку 1648, як військовий підрозділ Полтавського полку. Як адміністративну одиницю сотню створено у жовтні 1649 за Зборівською угодою у складі 158 козаків і включено до складу Чигиринського полку з населеними пунктами м-ком Манжелійкою і селом Фидрівкою. Короткотерміново у 1661—1663 була в складі Кременчуцького полку, у 1663—1672 рр. — знову в Чигиринському полку. У 1672—1676 знаходилася під юрисдикцією миргородських полковників, протягом 1676—1687 рр. — знову в складі Полтавського полку. Від 1687 і до ліквідації належала до Миргородського полку. Ліквідована 1782. Територія сотні повністю ввійшла до Голтв'янського повіту Київського намісництва.
Населені пункти сотні в 1726—1730 рр.: м-ко Голтва; села: Броварки, Мануйлівка, Попівка, Сухорабівка, Фидрівка, Хорошки, Юрки (Єрки).
Населені пункти сотні в 1750-х рр.: місто Голтва; села: Броварки, Мануйлівка, Попівка, Сухорабівка, Фидрівка, Хорошки, Юрки (Єрки); слобідка Боняківка (у публікації 1990 р. згадана, як Божаківка); хутори: Піщаний, Поповий, Шамраївка.

## Старшина
Сотники: Андрущенко Дмитро (1649), Шовкопляс (1658), Іваш Матвій (1661), Темниченко Василь (1671), Черкашенко Олексій (1672), Трутенко Артем (1672), Остроградський Матвій Іванович (1688—1715), Остроградський Федір Матвійович (1715—1735), Гармаш Матвій (1719, н.), Мацієвич Федір (1722), Остроградський Василь Федорович (1738—1761), Павелко Осип (1767), Остроградський Володимир Іванович (1770—1782).
Отамани: Турбаненко (Турубай) Іван (бл. 1658), Іляшенко Дем’ян (бл. 1663), Ус Федір (бл. 1672), Іванович Іван (1676), Донець Прокіп (1682), Дученко Степан (1716), Прокопович Терентій (1722), Дученко Степан (1723), Замятня Яким (1725-1732), Петренко Омелько (бл. 1737), Кривошея Захар (бл. 1738), Петренко Степан (1739), Пароженко Семен (бл. 1741-1742), Бабенко Григорій (бл. 1746), Бабенко Олексій (бл. 1752), Журавлевий Корній (1759), Качановський Корнило (бл. 1767), Риженко Іван (бл. 1774), Пиляй Данило (бл. 1781-1782).